# Exponente de Ångstrom
Exponente de Ångström es el nombre del exponente en la expresión que describe la dependencia espectral del espesor óptico de aerosoles. 
Dependiendo de la distribución de tamaños de las partículas, la dependencia espectral del espesor óptico de aerosoles es dado aproximadamente por la siguiente ecuación:
{\displaystyle {\frac {\tau _{\lambda }}{\tau _{\lambda _{0}}}}=\left({\cfrac {\lambda }{\lambda _{0}}}\right)^{-\alpha }}
donde {\displaystyle \tau _{\lambda }}es el espesor óptico a la longitud de onda {\displaystyle \lambda }, y {\displaystyle \tau _{\lambda _{0}}} es el espesor óptico en la longitud de onda {\displaystyle \lambda _{0}}. En principio, conocido si el espesor óptico a una longitud de onda y el exponente de Ångström, se puede estimar el espesor óptico a otra longitud de onda aplicando la relación anterior. En la práctica, es más habitual que se tomen varias medidas de espesor óptico a distintas longitudes de onda y se calcule el exponente de Ångström usando la siguiente función:
{\displaystyle \alpha =-{\cfrac {\log {\cfrac {\tau _{\lambda _{1}}}{\tau _{\lambda _{2}}}}}{\log {\cfrac {\lambda _{1}}{\lambda _{2}}}}}}
Para dos medidas de espesor óptico de aerosoles {\displaystyle \tau _{\lambda _{1}}\,}y {\displaystyle \tau _{\lambda _{2}}\,} tomadas a las longitudes de onda {\displaystyle \lambda _{1}\,} y {\displaystyle \lambda _{2}\,} respectivamente.
El Exponente de Ångström está inversamente relacionado con el tamaño medio de las partículas de aerosol: a partículas más pequeñas, el exponente es mayor. Por lo tanto, el Exponente de Ångström es un parámetro útil para la evaluación del tamaño de las partículas atmosféricas, aerosoles o nubes, y la dependencia espectral de sus propiedad ópticas. Por ejemplo, el aerosol marítimo suele presentar valores más pequeños del Exponente de Ångström, es decir, todas las longitudes de onda tienen similares valores de espesor óptico de aerosoles (no varía fuertemente a distintas longitudes de onda). Este parámetro es monitorizado de forma regular por redes de observación de la Tierra, como por ejemplo AERONET.